# المدرسة العليا للعلوم بهانسونغ
المدرسة العليا للعلوم بهانسونغ (한성과학고등학교، أو ببساطة 한성과학고) هي مدرسة عليا (الأعمار 15-18) في سيول، كوريا.